# 稲沢市立下津小学校
稲沢市立下津小学校（いなざわしりつおりづしょうがっこう）は、愛知県稲沢市下津ふじ塚町にある公立小学校。

## 概要
- 1972年、稲沢市立稲沢東小学校から分離し開校。
- 住所は稲沢市下津ふじ塚町だが、校地の一部は一宮市丹陽町九日市場である。

## 沿革
- 1972年（昭和47年）
  - 4月1日 - 稲沢市立稲沢東小学校から分離し、稲沢市立下津小学校として開校。
  - 4月3日 - 開校式を行う。
- 1974年（昭和49年）
  - 5月16日 - 南館（鉄筋コンクリート造3階建）が完成する。
  - 7月15日 - プールが完成する。
- 1978年（昭和53年）10月21日 - 屋内運動場が完成する。

## 通学区域
- 赤池町、赤池居道町、赤池西出町、赤池旗屋町、赤池前山町、赤池裏田町、赤池山中町、赤池陣出町、赤池真崎町、赤池北池田町、赤池宮西町、赤池天王町、赤池北町、赤池中町、赤池南町、赤池広畑町、赤池寺東町、赤池東山町、赤池坂畑町、陸田町、陸田白山町、陸田高畑町、陸田東出町、陸田一里山町、陸田栗林町、陸田栗林1丁目、陸田本町、陸田宮前1丁目、下津町、下津牛洗町、下津長田町、下津鞍掛町、下津鞍掛1丁目、下津穂所町、下津穂所1丁目、下津穂所2丁目、下津小井戸町、下津小井戸1丁目、下津小井戸2丁目、下津片町、下津光明寺町、下津蛇池町、下津高戸町、下津ふじ塚町、下津住吉町、下津北山1丁目の一部、下津北山2丁目、下津南山町、下津南山1丁目、下津南山2丁目、下津新町、下津大門町、下津矢口町、下津二本杉町、下津本郷町、下津宮西町、下津土山町、下津寺前町、下津南信正寺町、下津北信正寺町、下津油田町、下津丹下田町、下津森町、下津下町西1丁目、下津下町西2丁目、下津下町西3丁目、下津下町東1丁目、下津下町東2丁目、下津下町東3丁目、下津下町東4丁目、下津下町東5丁目、長野町（東海道本線以東）、子生和町（八幡）、子生和溝師町[1]。

## 進学先中学校
- 稲沢市立治郎丸中学校

## 交通アクセス
- JR東海東海道本線稲沢駅下車、徒歩約20分。
- 名鉄バス丹陽線「九日市場」バス停より徒歩約25分。

尾張一宮駅前より57系統「九日市場」行。